# خانه آقازاده (ابرکوه)
خانه آقازاده و بادگیر آن، مربوط به دوره قاجار است و در ابرکوه، محله دروازه، میدان ابرقو واقع شده و این اثر در تاریخ ۲۴ بهمن ۱۳۷۵ با شمارهٔ ثبت ۱۸۳۸ به‌عنوان یکی از آثار ملی ایران به ثبت رسیده‌است.
از سال ۱۳۹۳، اسکناس‌های ۲۰هزار ریالی با طرحی از نمای این خانه تاریخی در ایران منتشر شده‌است.

## مشخصات
این خانه متعلق به سید حسین ابرقویی است از ثروتمندان ابرکوه بوده‌است که ۸۲۰ مترمربع مساحت آن است.

### اتاق‌ها
اتاق جنوبی خانه به صورت صلیبی و شکم دریده ساخته شده‌است و دارای حیاط مرکزی با حوض سنگی بزرگی است که در وسط حیاط قرار دارد. خانه در سه جبهه ساخته شده‌است تا ساکنان آن بر اساس شرایط آب و هوایی فصل‌های مختلف سال در بخش‌های مختلف آن ساکن شوند.

### بادگیر
بادگیر این خانه یکی از بادگیرهای اصیل و زیبای ابرکوه محسوب می‌گردد که ۱۸ متر ارتفاع دارد و مساحت آن ۱۸ مترمربع است و در دهانه بادگیر ۱۹ دریچه تنظیم هوا وجود دارد که با بادگیر دوم هماهنگی و ارتباط دارد. این بادگیر می‌تواند تنظیمات هوا را حتی در زمانی که هیچ بادی نمی‌وزد، انجام دهد. این بادگیر، برخلاف اکثر بادگیرها، دو طبقه است.

### کلاه فرنگی
کلاه‌فرنگی آن به صورت مقرنس‌کاری شده‌است و به نحوی طراحی شده‌است که نور آسان‌تر وارد خانه شود و فضای خانه روشن‌تر جلوه کند.

## نگارخانه

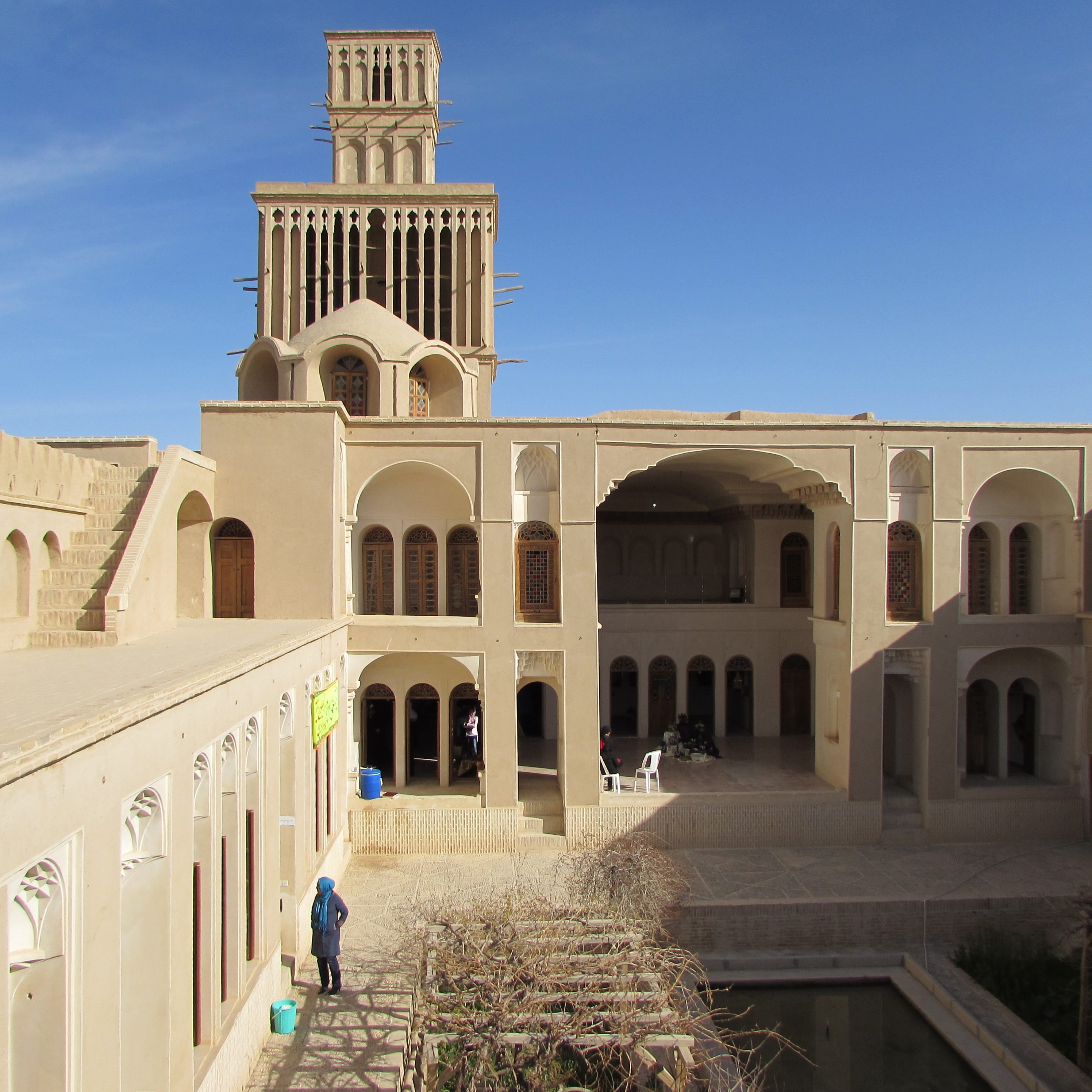
خانه آقازاده ابرکوه
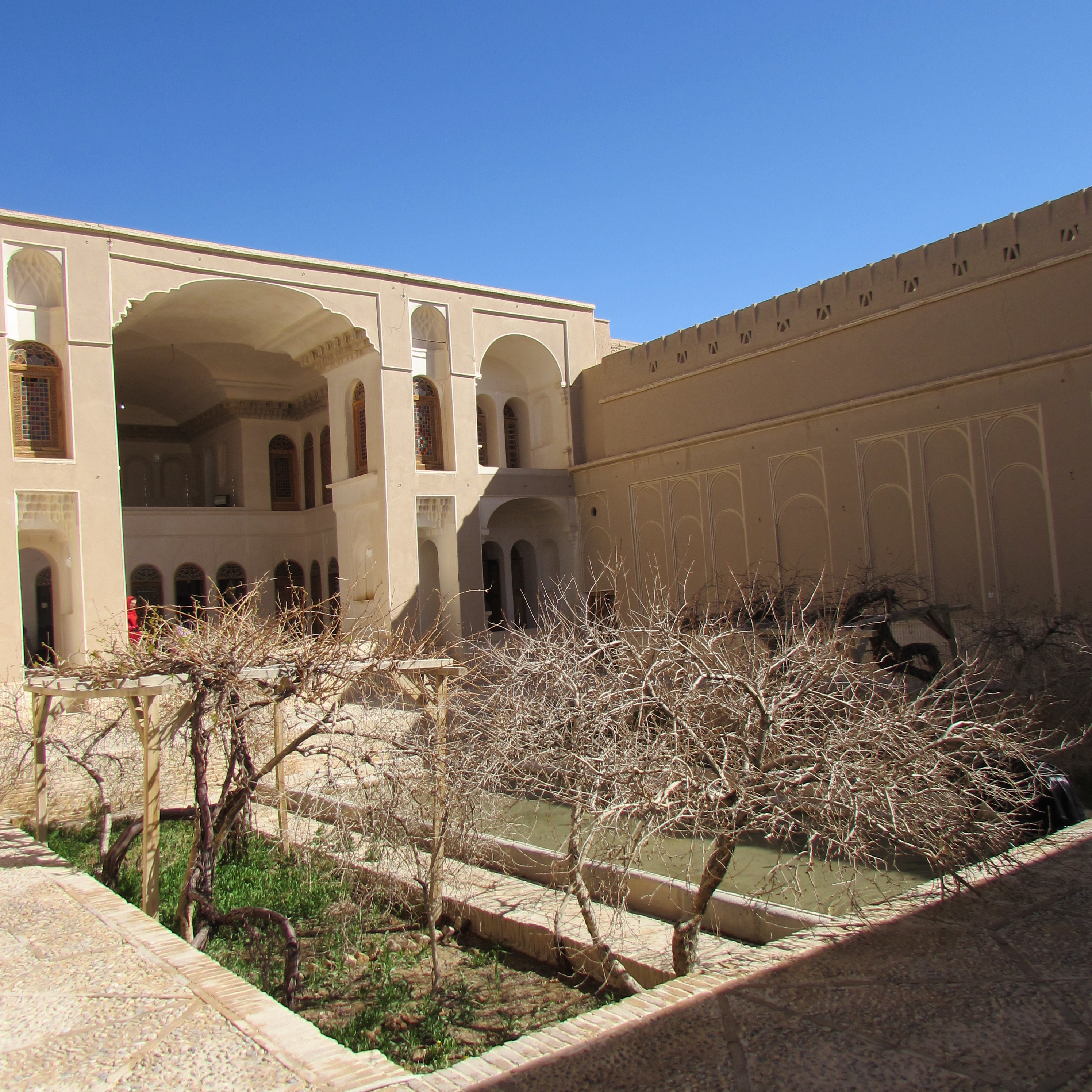
خانه آقازاده ابرکوه
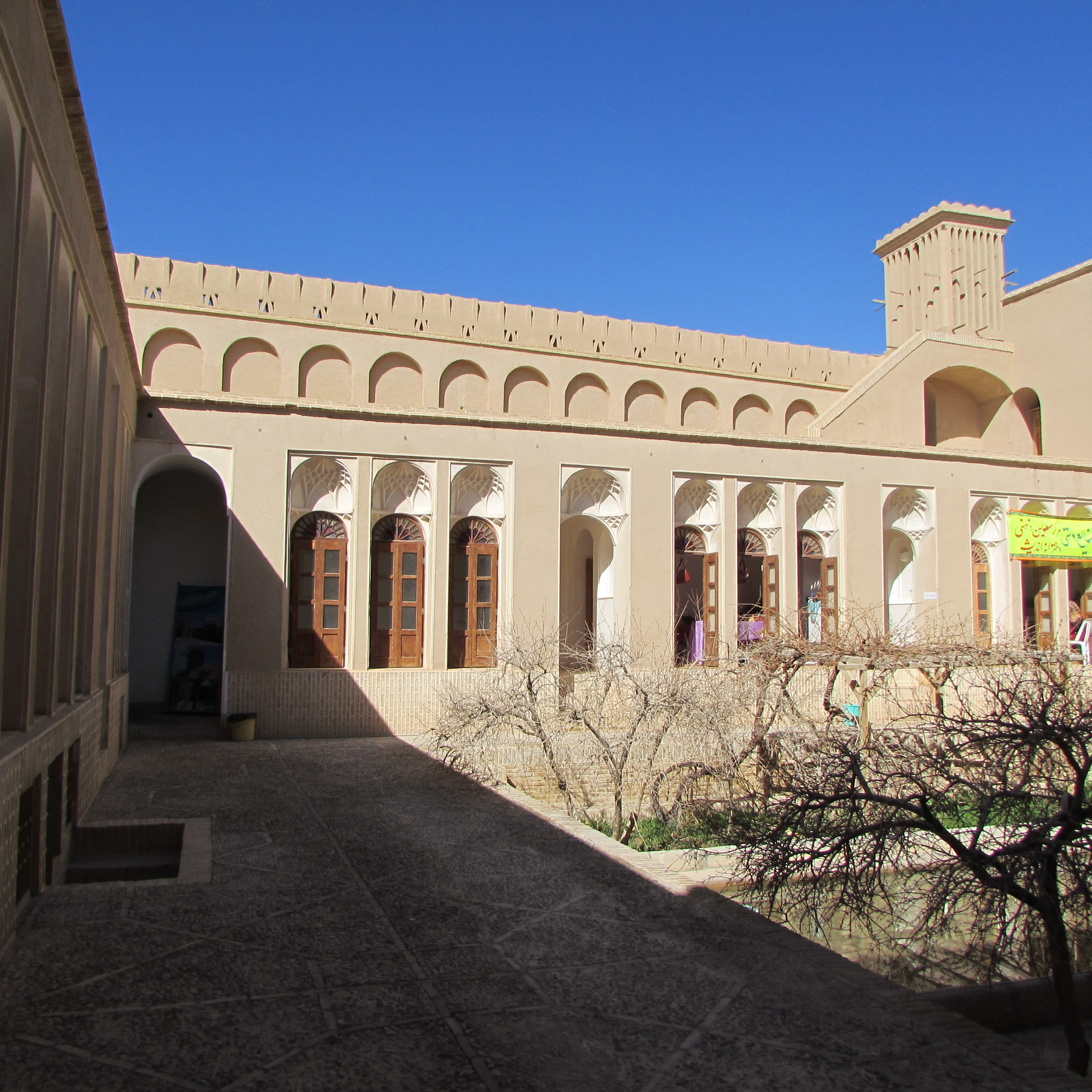
خانه آقازاده ابرکوه
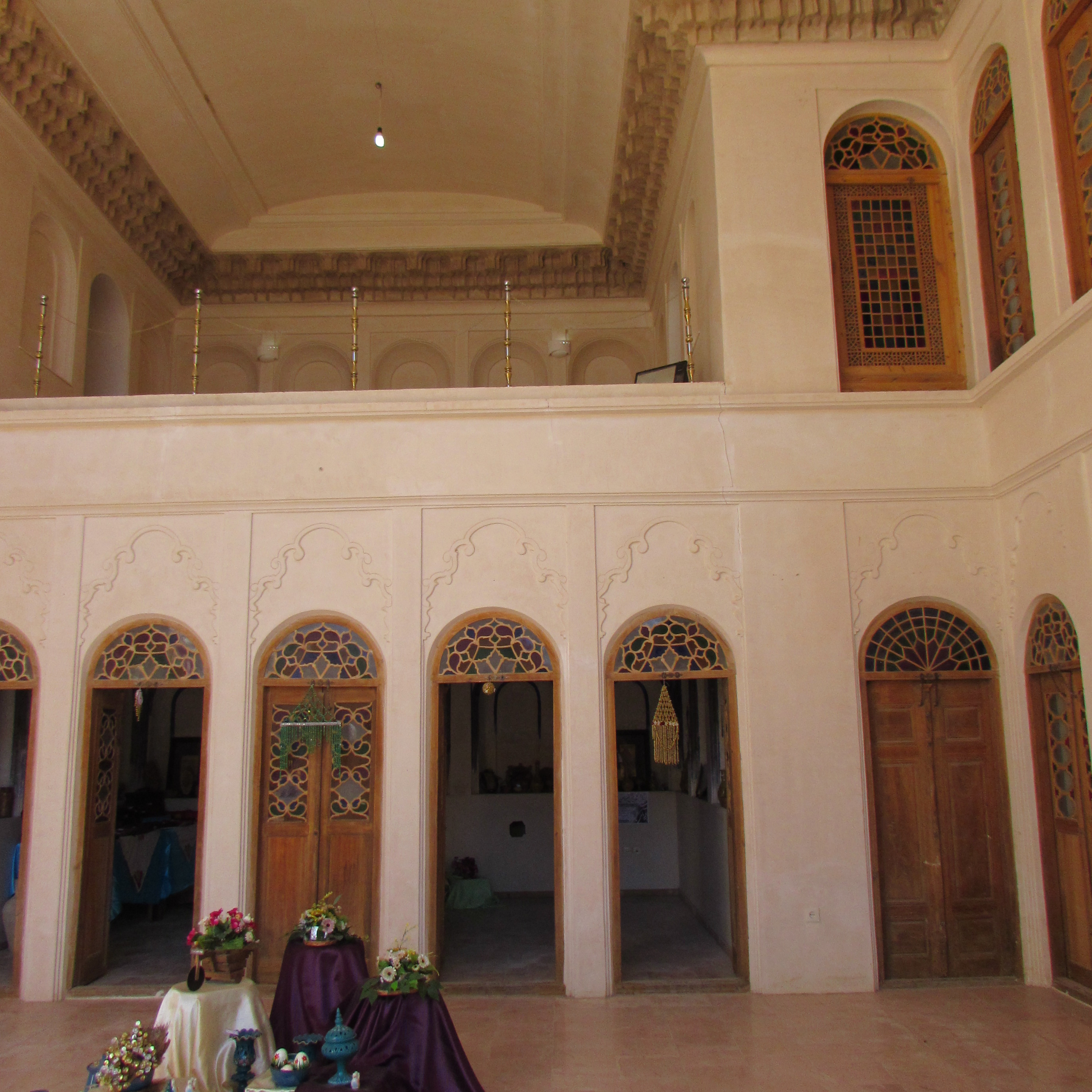
خانه آقازاده ابرکوه
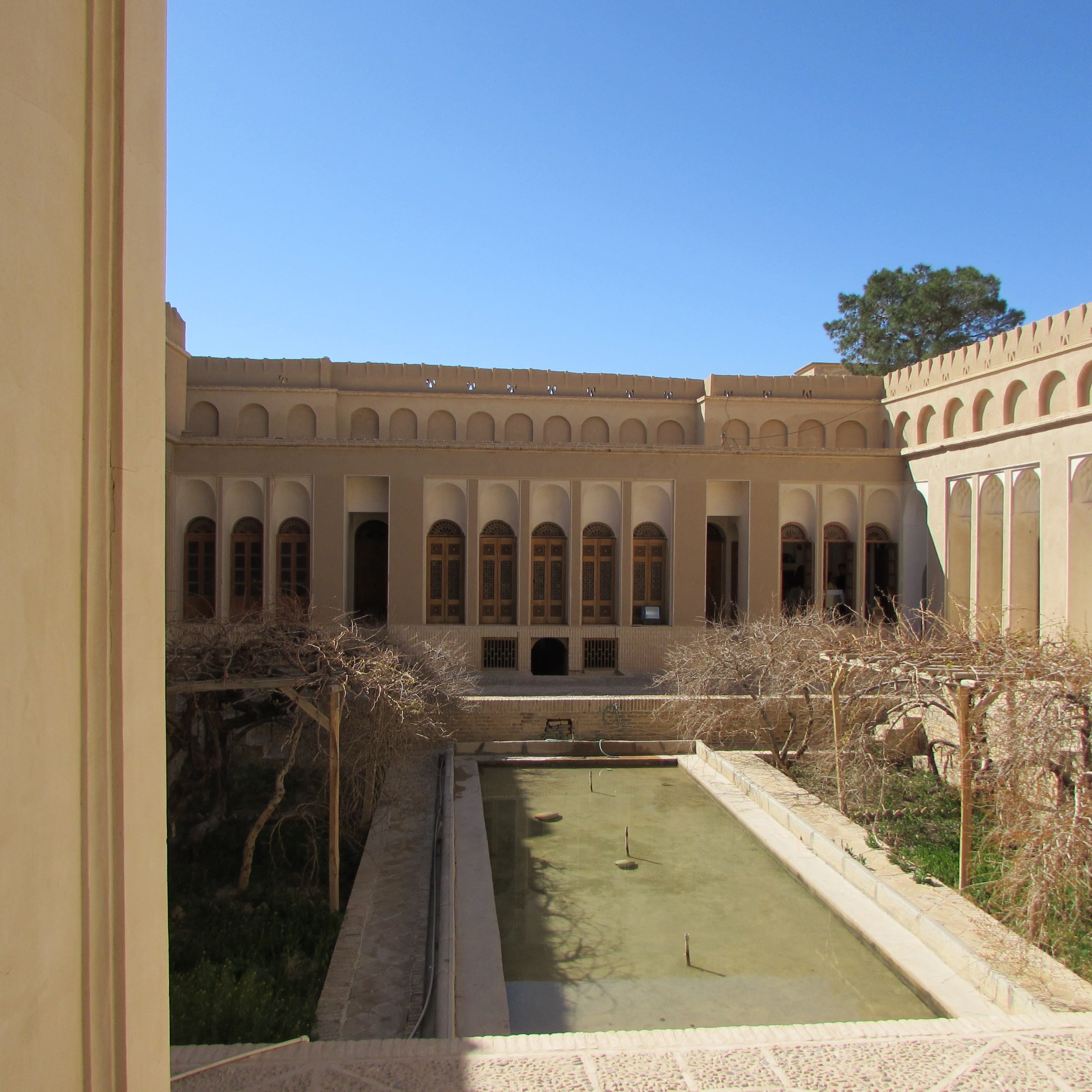
خانه آقازاده ابرکوه
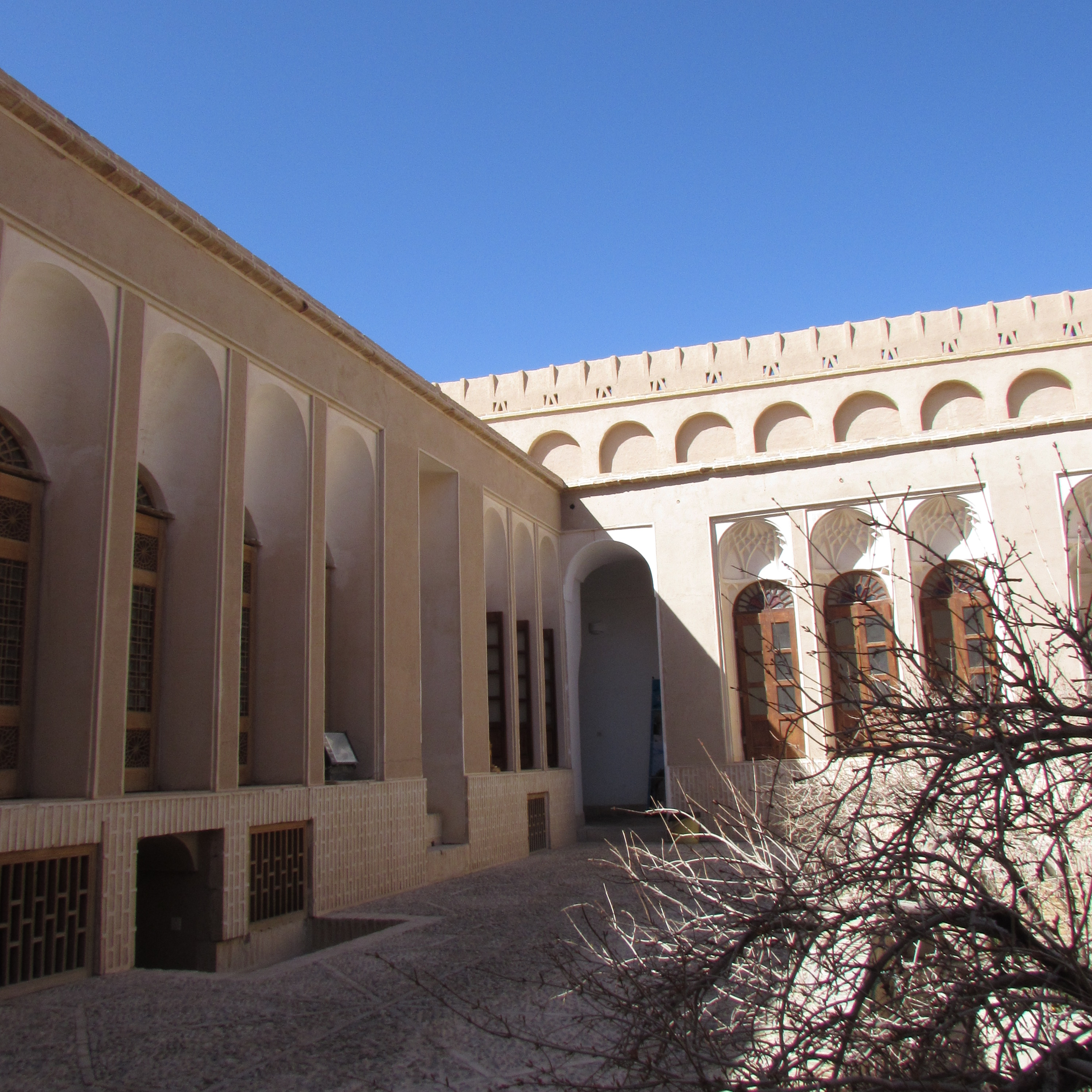
خانه آقازاده ابرکوه
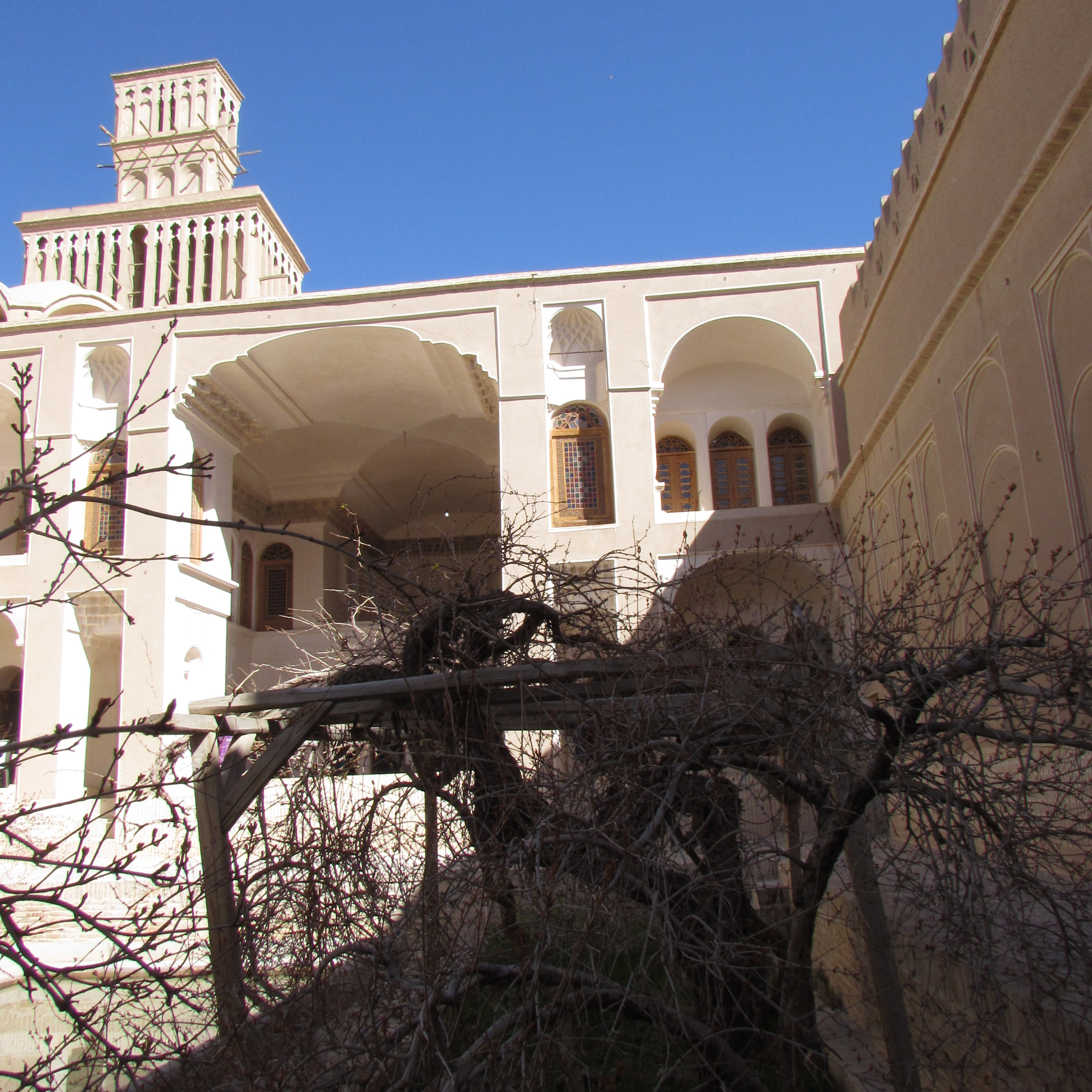
خانه آقازاده ابرکوه
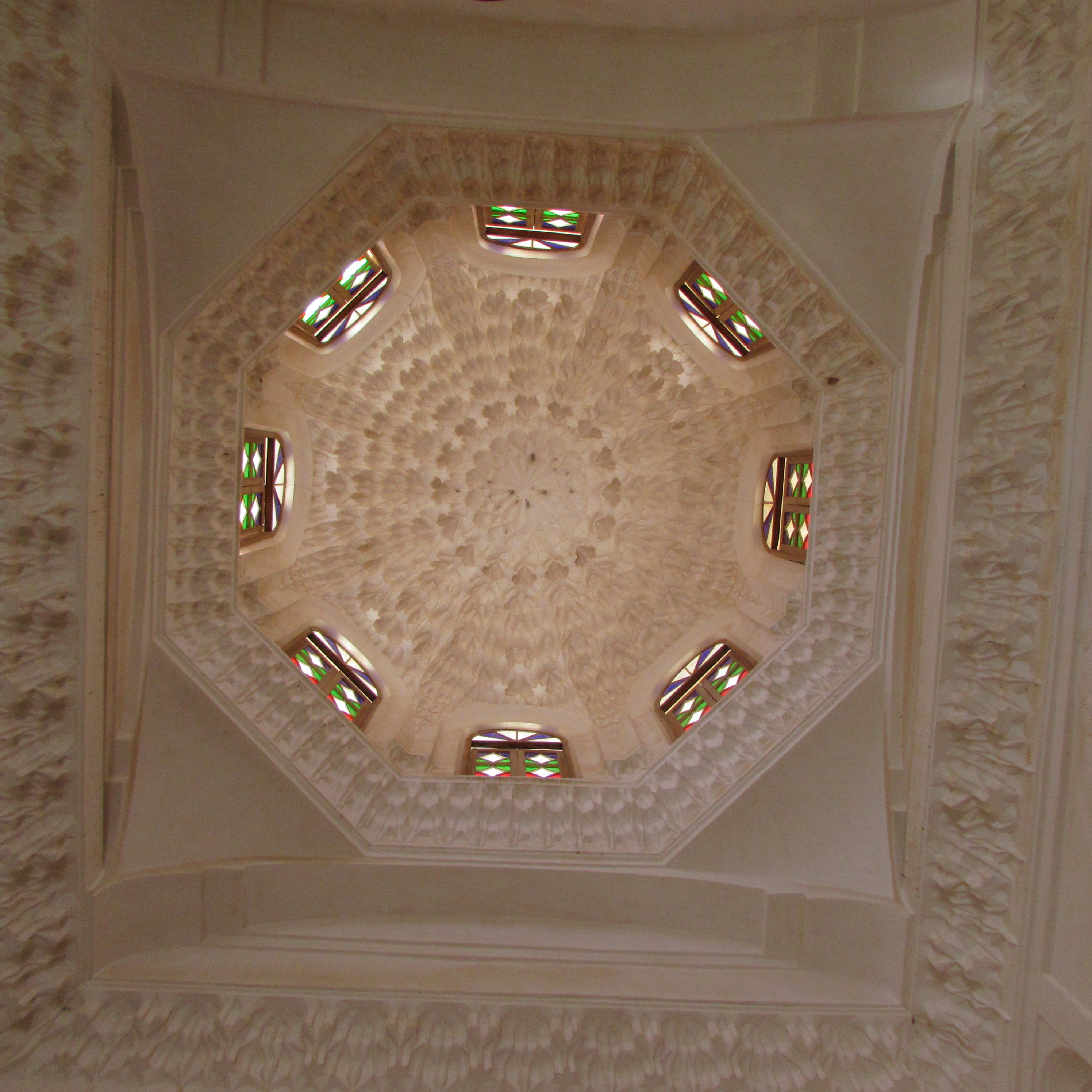
خانه آقازاده ابرکوه
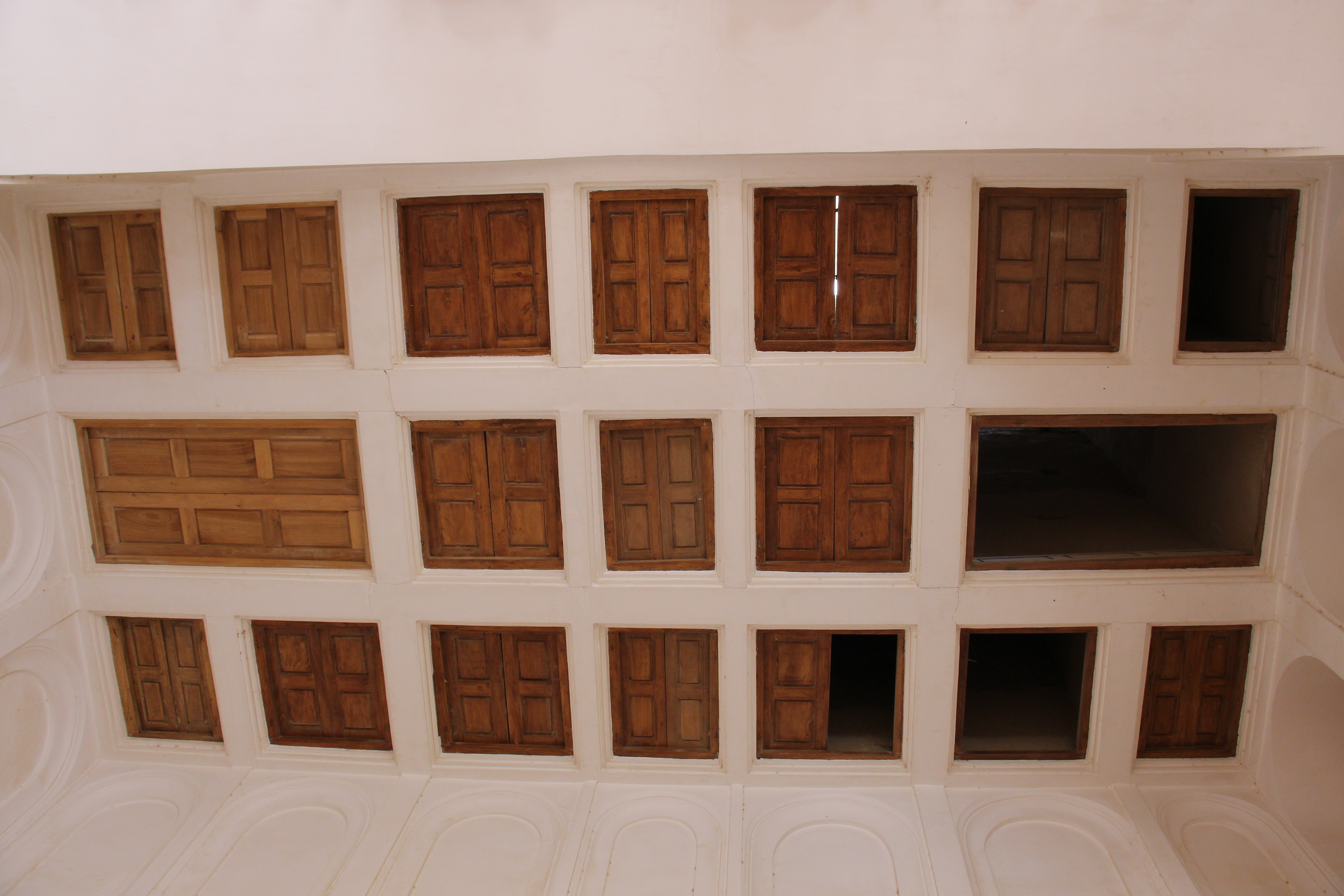
نمای زیرین بادگیر
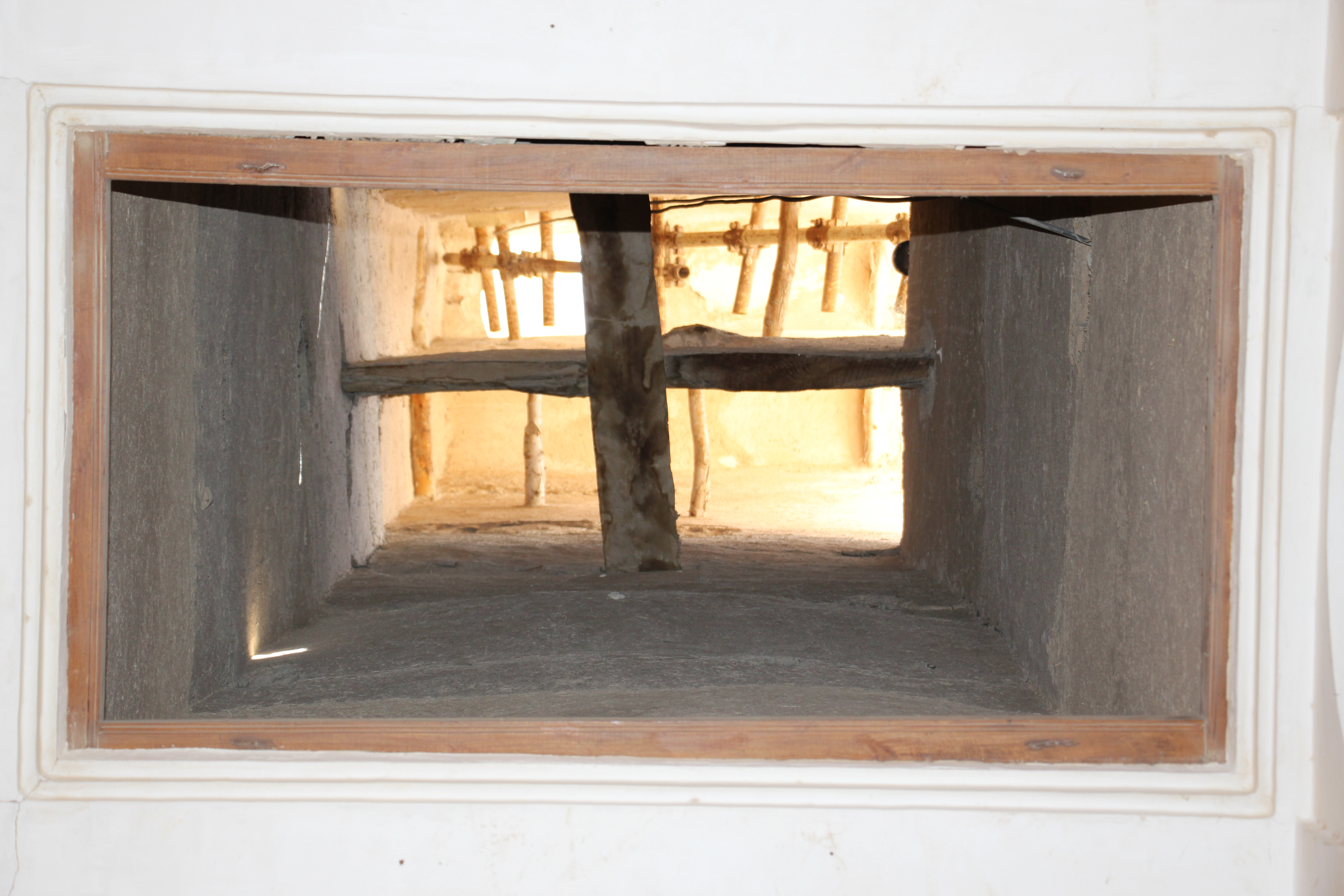
نمای درونی یکی از دریچه ها
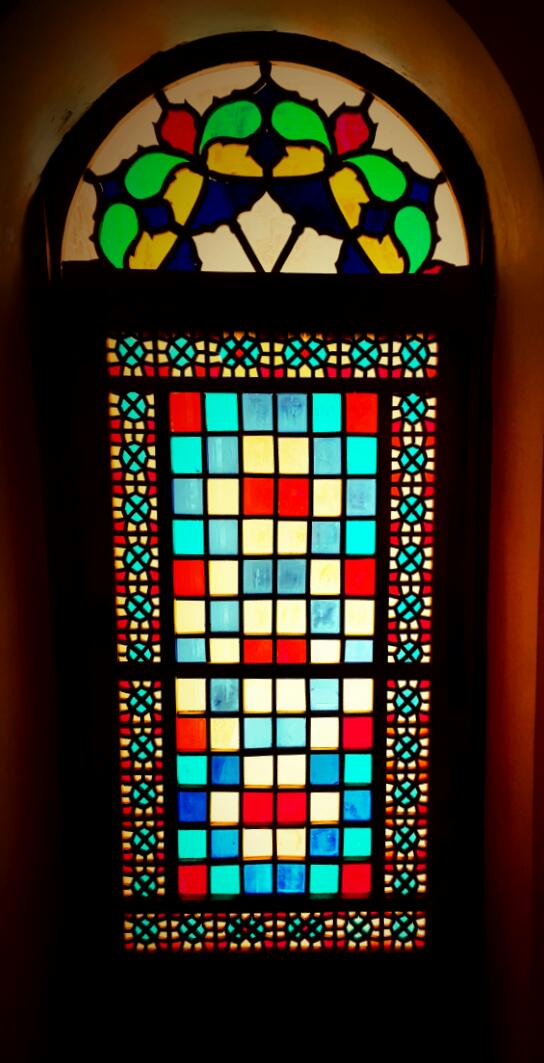
پنجره مزین به شیشه نقشینه در خانه آقازاده
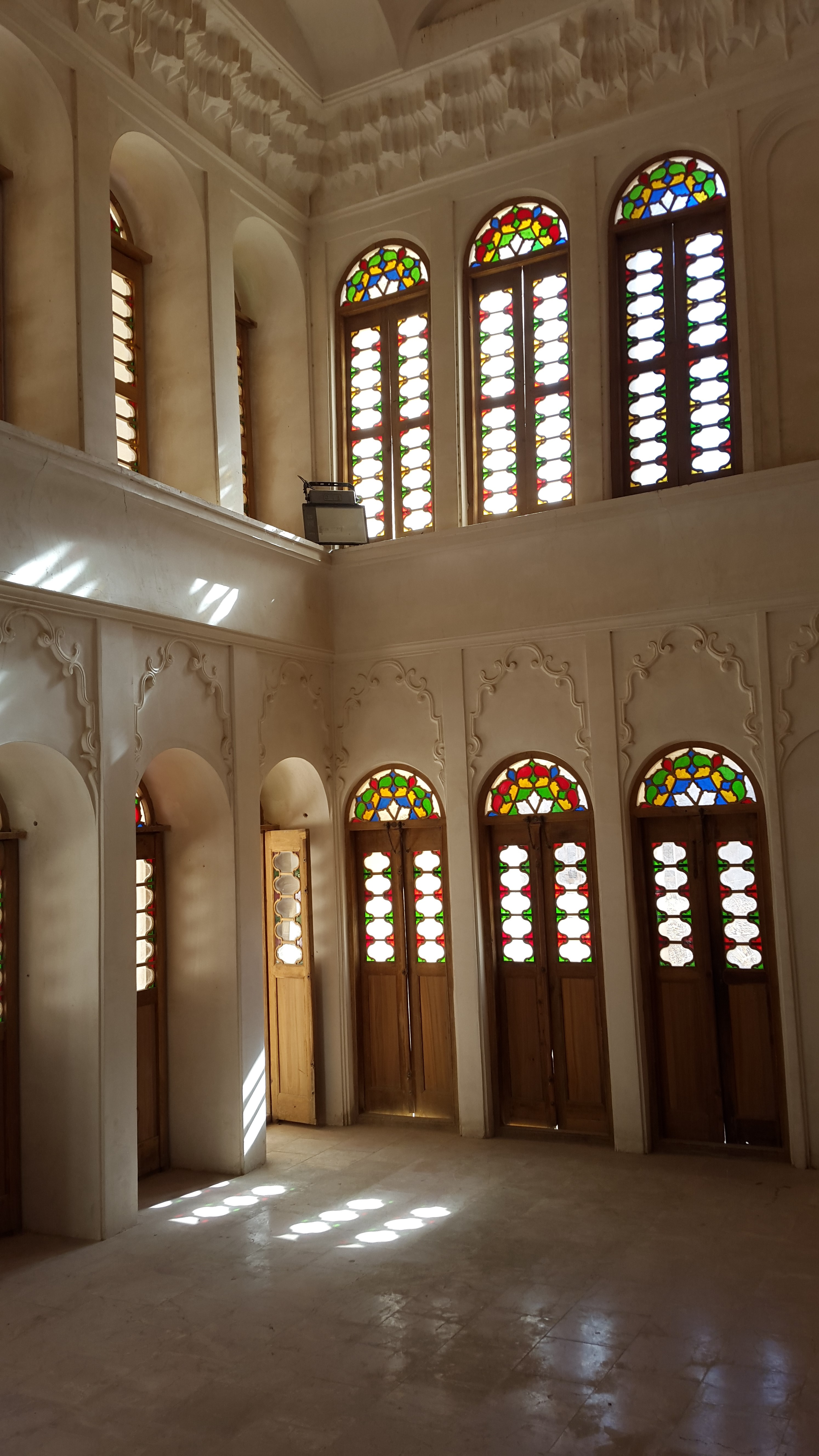
نمای داخلی اتاق‌های طبقه اول
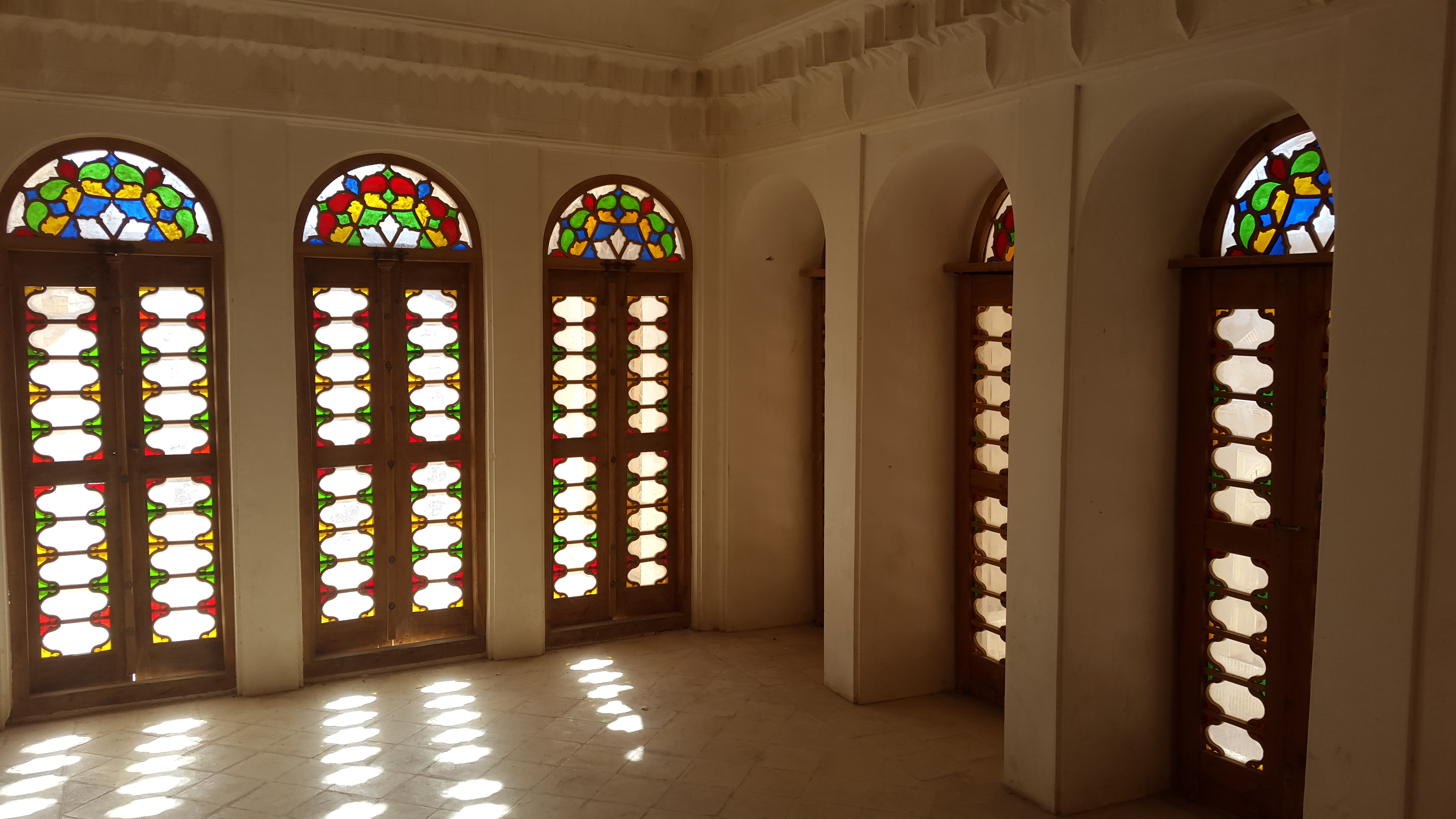
نمای داخلی اتاق‌های طبقه دوم
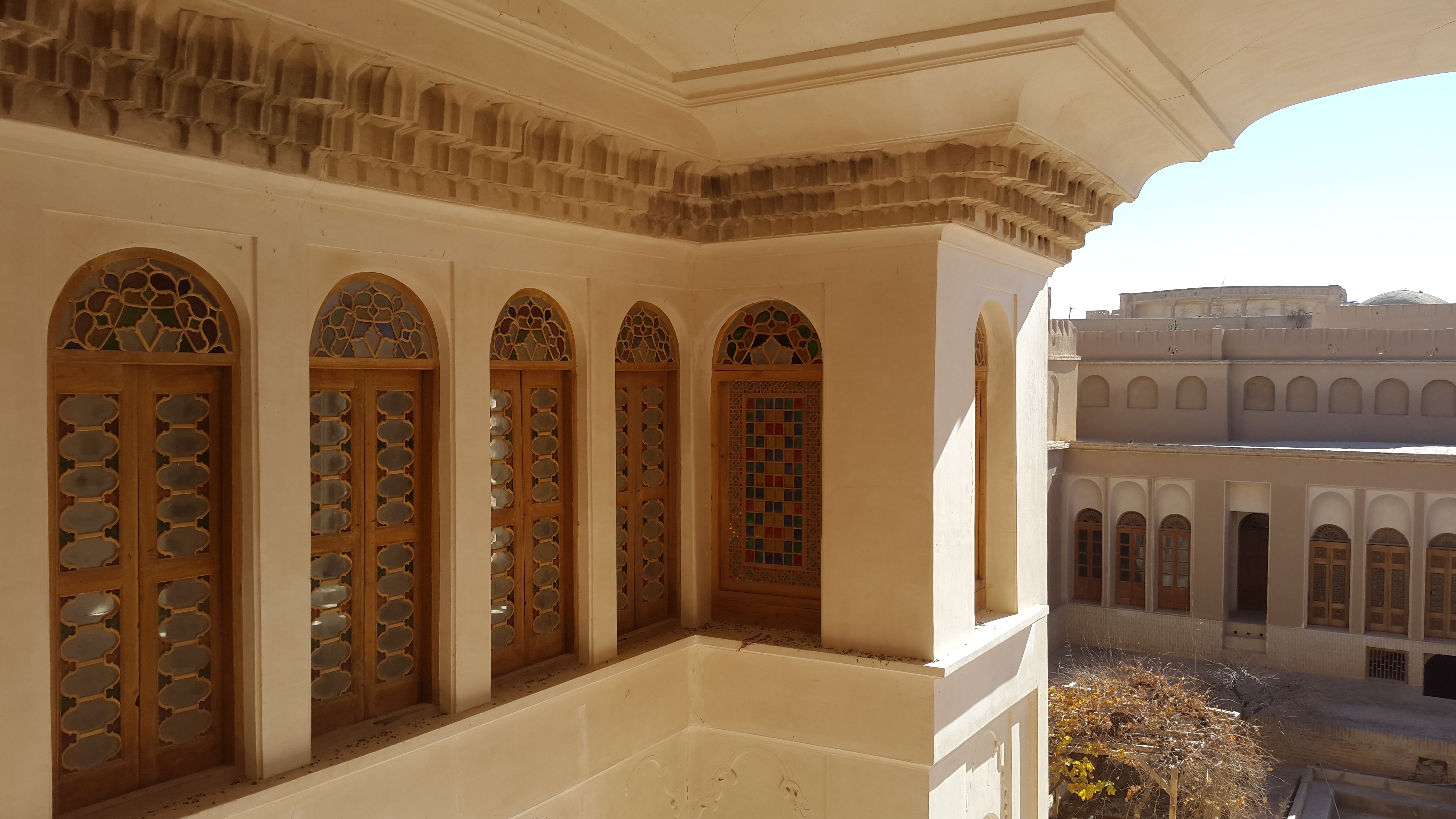
نمای بیرونی اتاق‌های مشرف به ایوان
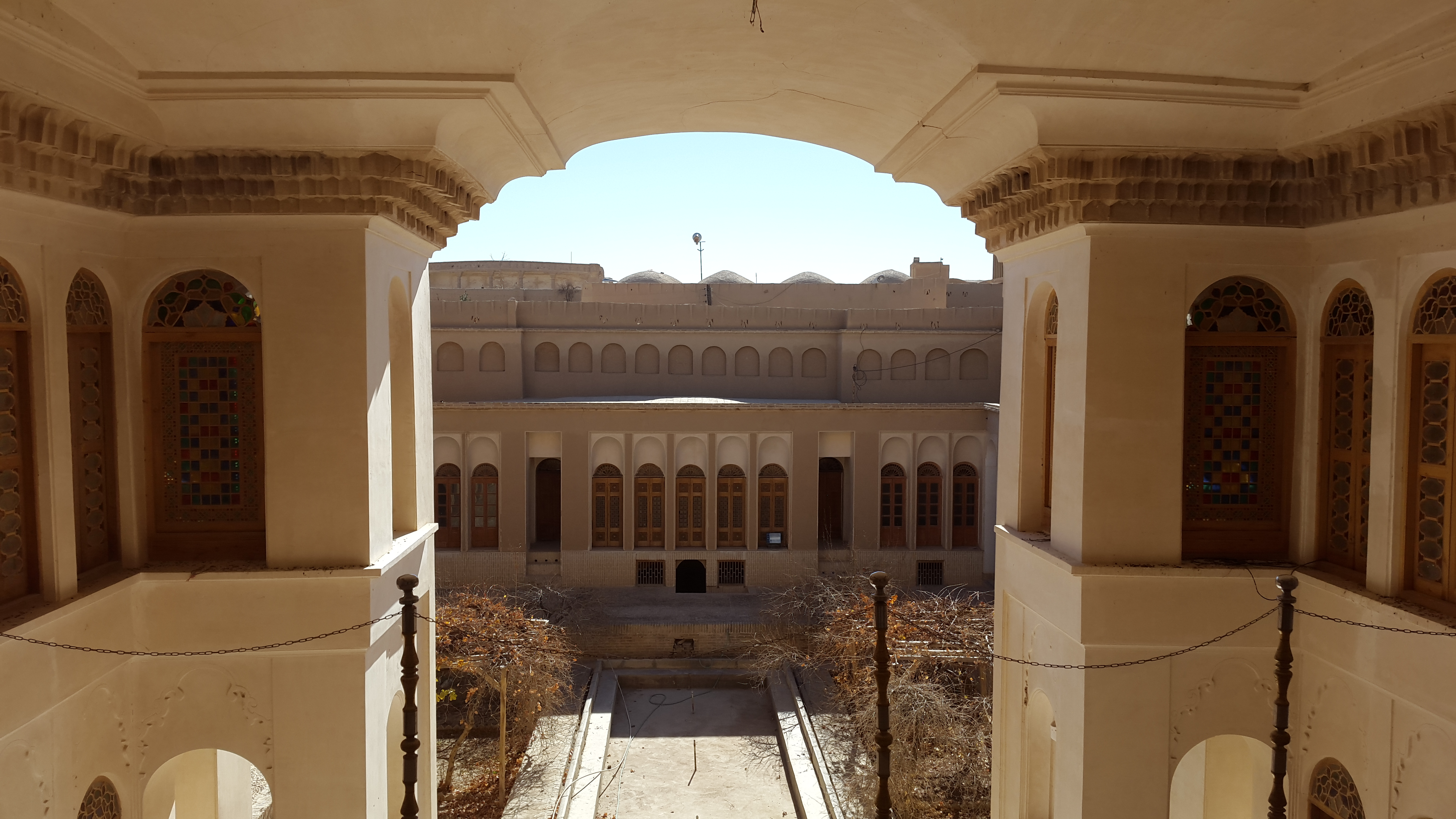
منظره حیاط از اتاق‌های طبقه دوم
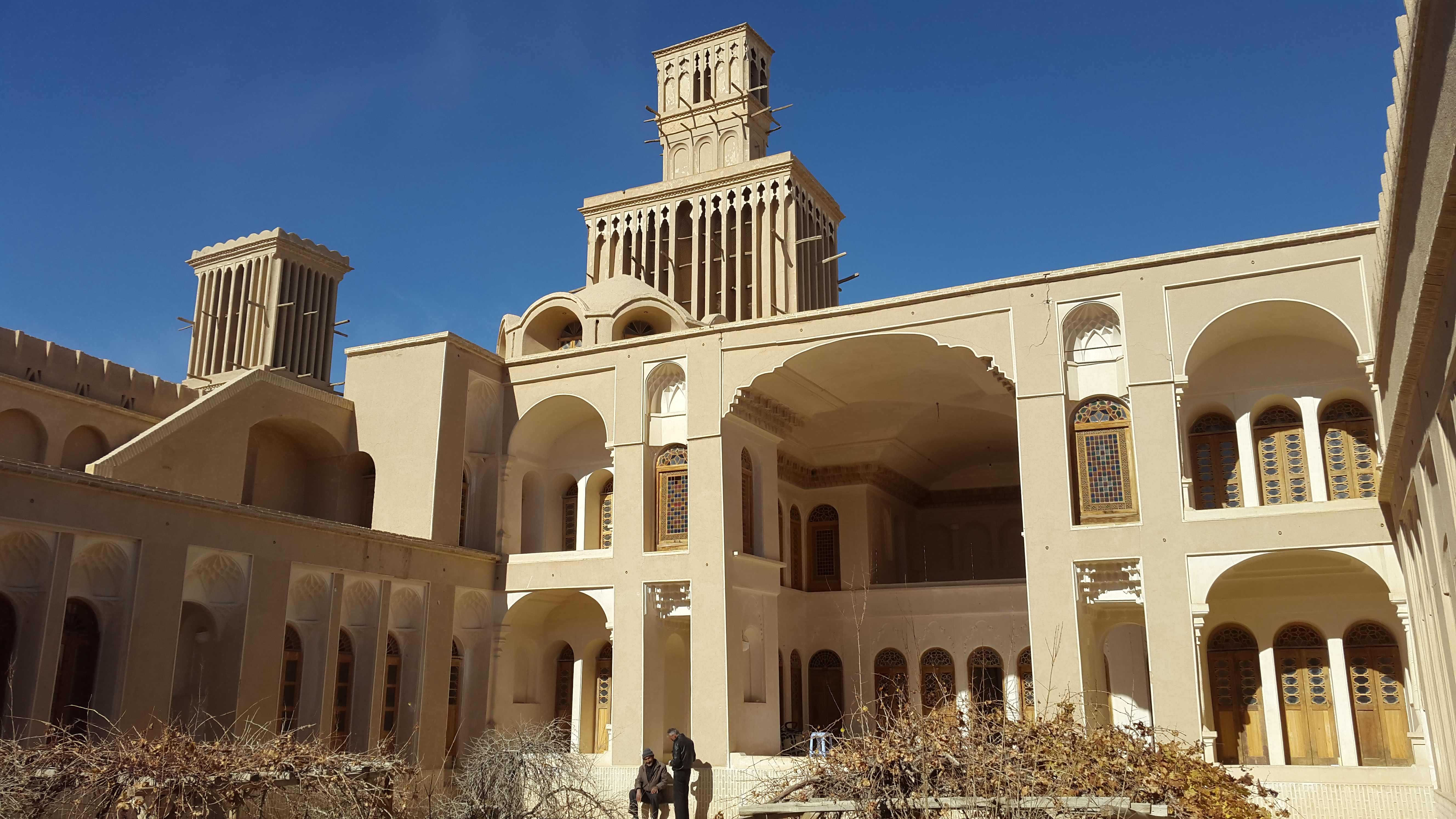
نمای بیرونی بخش اصلی خانه آقا زاده
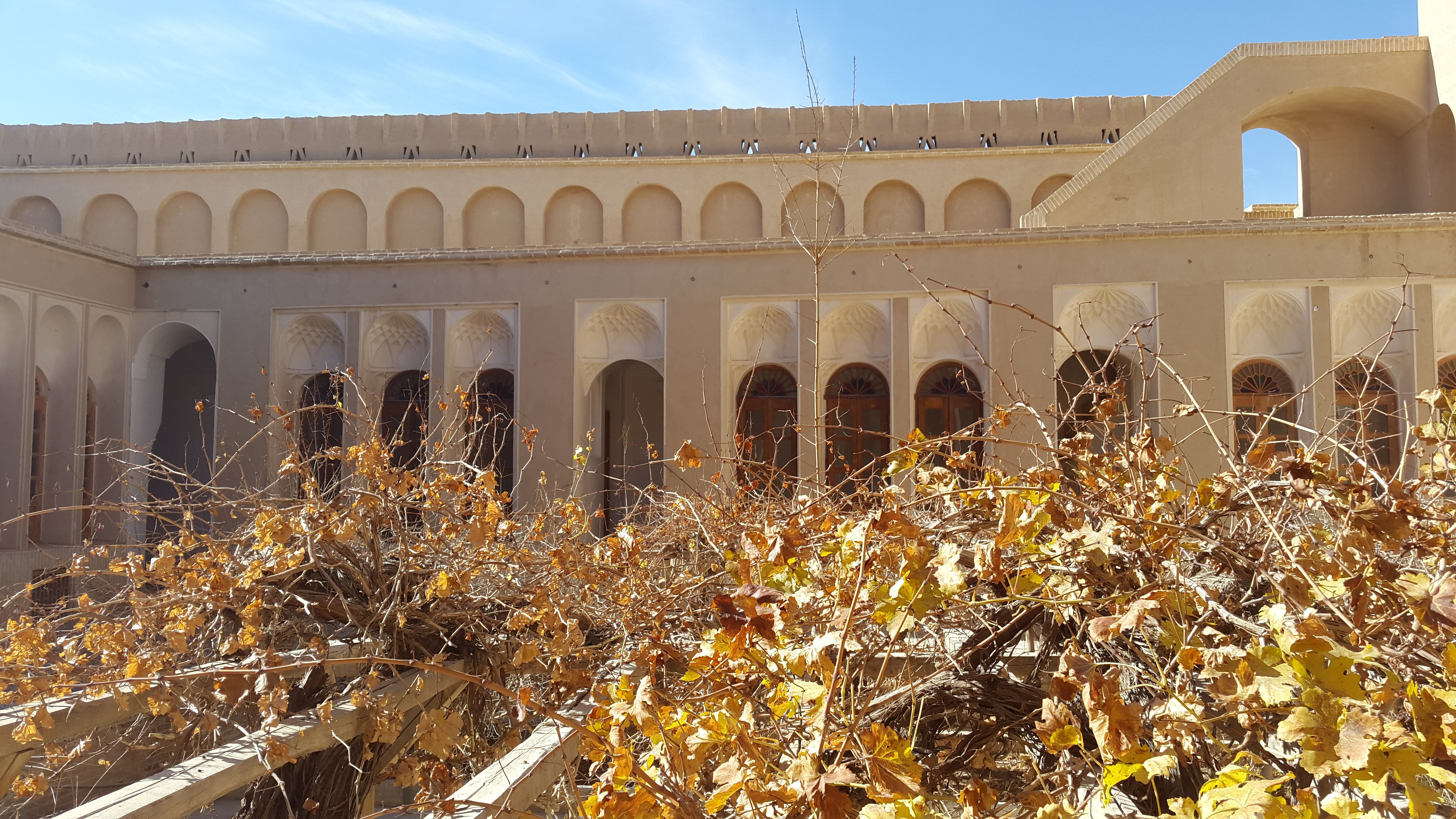
اتاق‌های جانبی
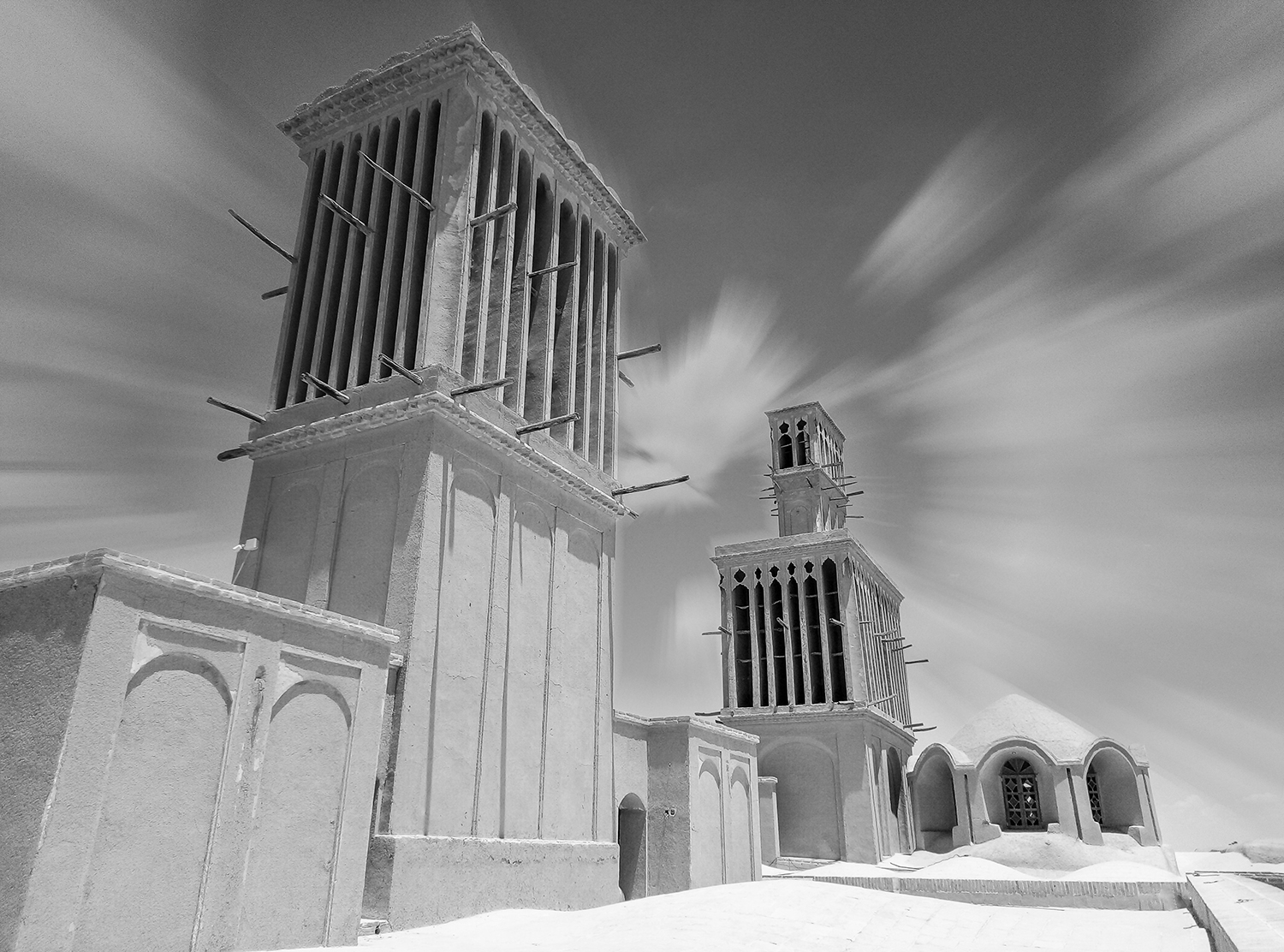
دو بادگیر خانه آقازاده
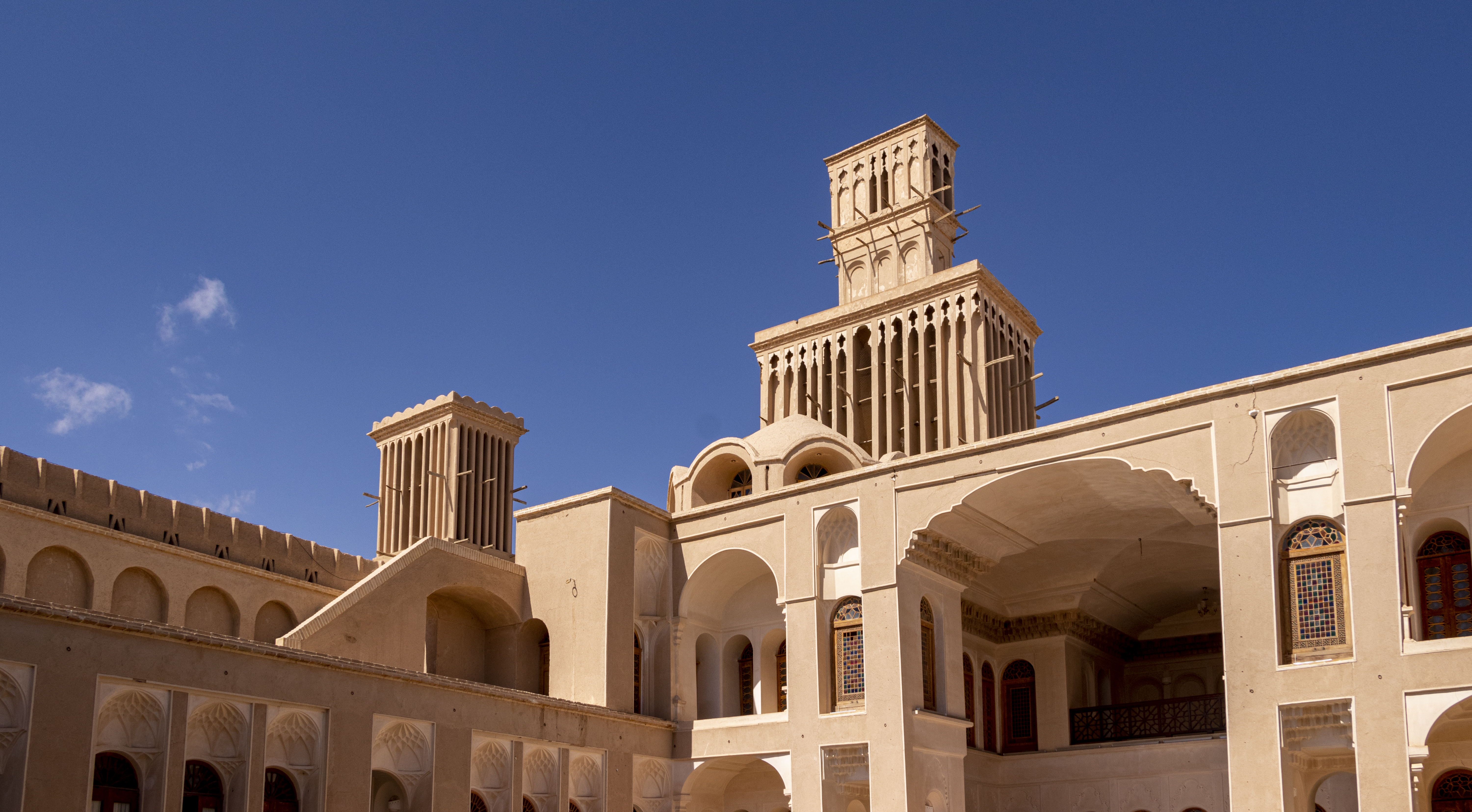
خانه آقازاده
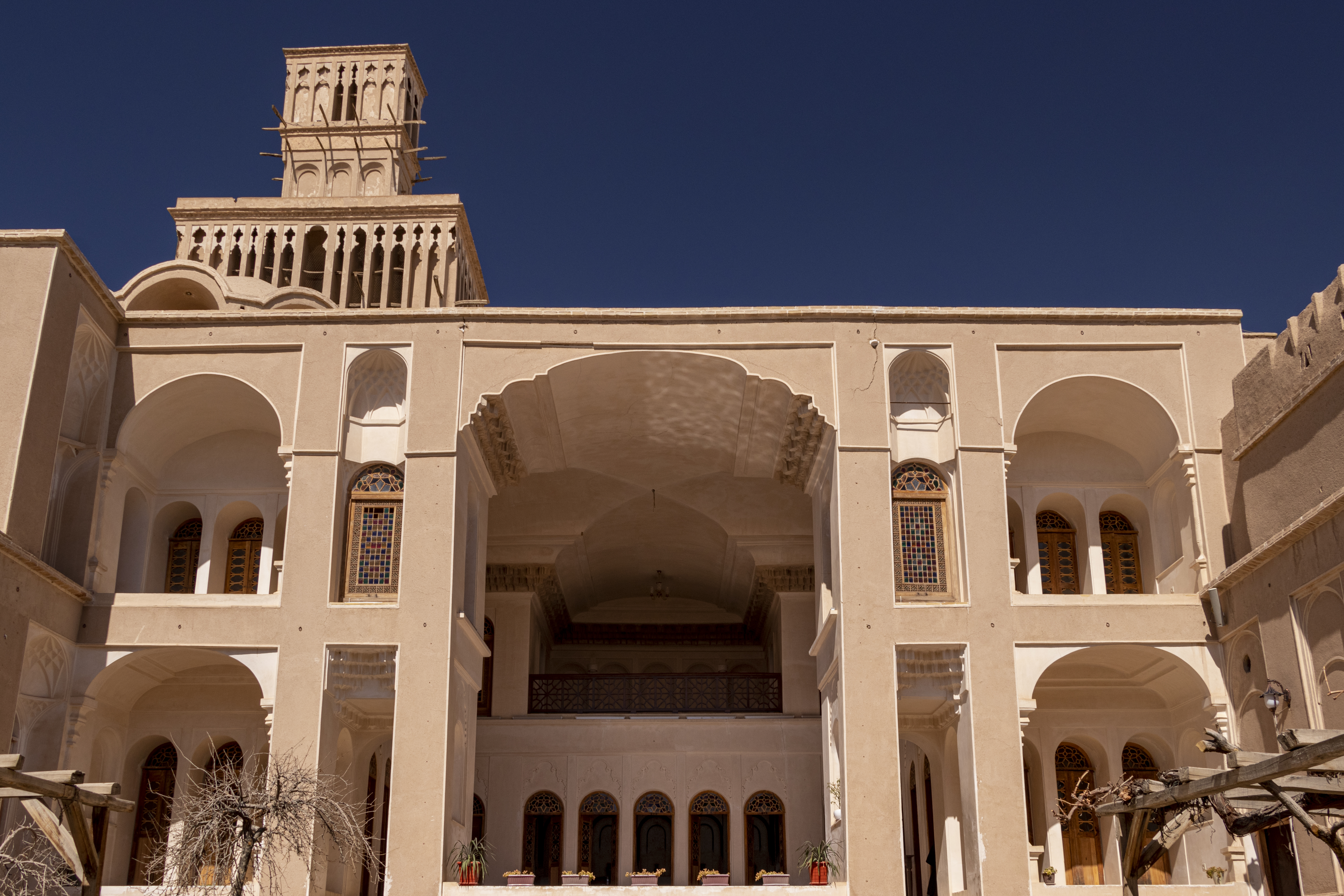
خانه آقازاده
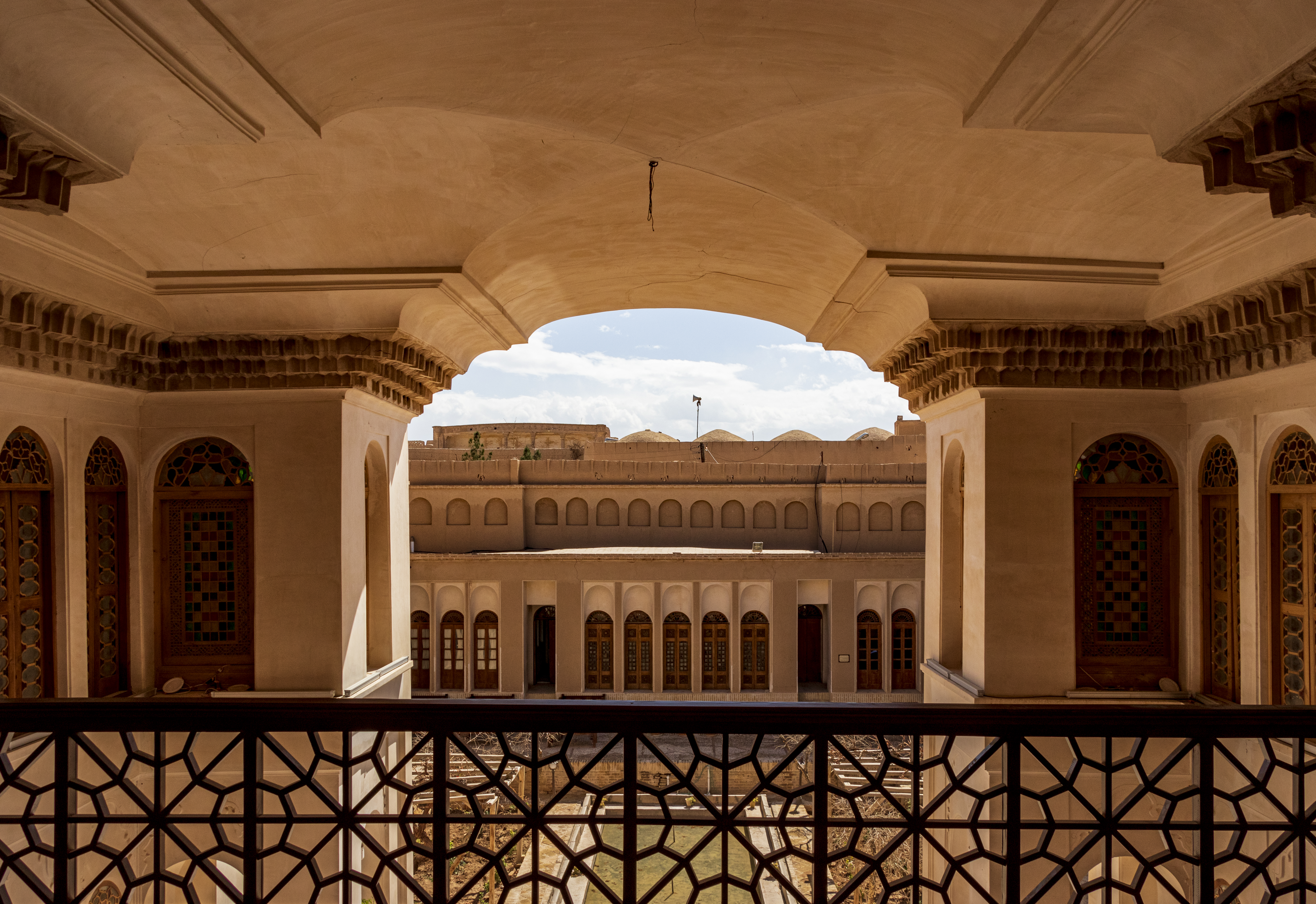
خانه آقازاده